# Осинки (Орловская область)
Осинки — деревня в Покровском районе Орловской области России. Входит в состав Даниловского сельского поселения.

## История
В 1961 году указом Президиума Верховного Совета РСФСР деревня Разуваевка переименована в Осинки.

## Население
| 2010 |
| ---- |
| 12   |

## Улицы
В деревне имеется одна улица — Придорожная.